# Xenotrichula soikai
Xenotrichula soikai is een buikharige uit de familie Xenotrichulidae. Het dier komt uit het geslacht Xenotrichula. Xenotrichula soikai werd in 1966 voor het eerst wetenschappelijk beschreven door Schrom. 